# Gryon politum
Gryon politum är en stekelart som först beskrevs av William Harris Ashmead 1894.  Gryon politum ingår i släktet Gryon och familjen Scelionidae. Inga underarter finns listade i Catalogue of Life.